# OhmyNews
OhmyNews (오마이뉴스) er et online nyheds-website.